# ロービーグス
ロービーグス（Robigus）、ロービーゴー（Robigo）は、ローマ神話の神で、麦の黒穂病の神、あるいは錆の神。例祭は4月25日のロービーガーリヤ祭。ウィア・クローディアから5マイルの標石のところに聖森があり、祭の日にクゥイリーヌスのフラーメンはここで犬と羊を犠牲に捧げた。そして麦の黒穂を鉄の錆に見立て、何かを攻撃して錆させずにいられないのであれば、麦ではなく、凶悪な鉄の武器を攻撃するよう祈りを捧げたという。